# المنظمة المهنية للنقل في إيل دو فرانس

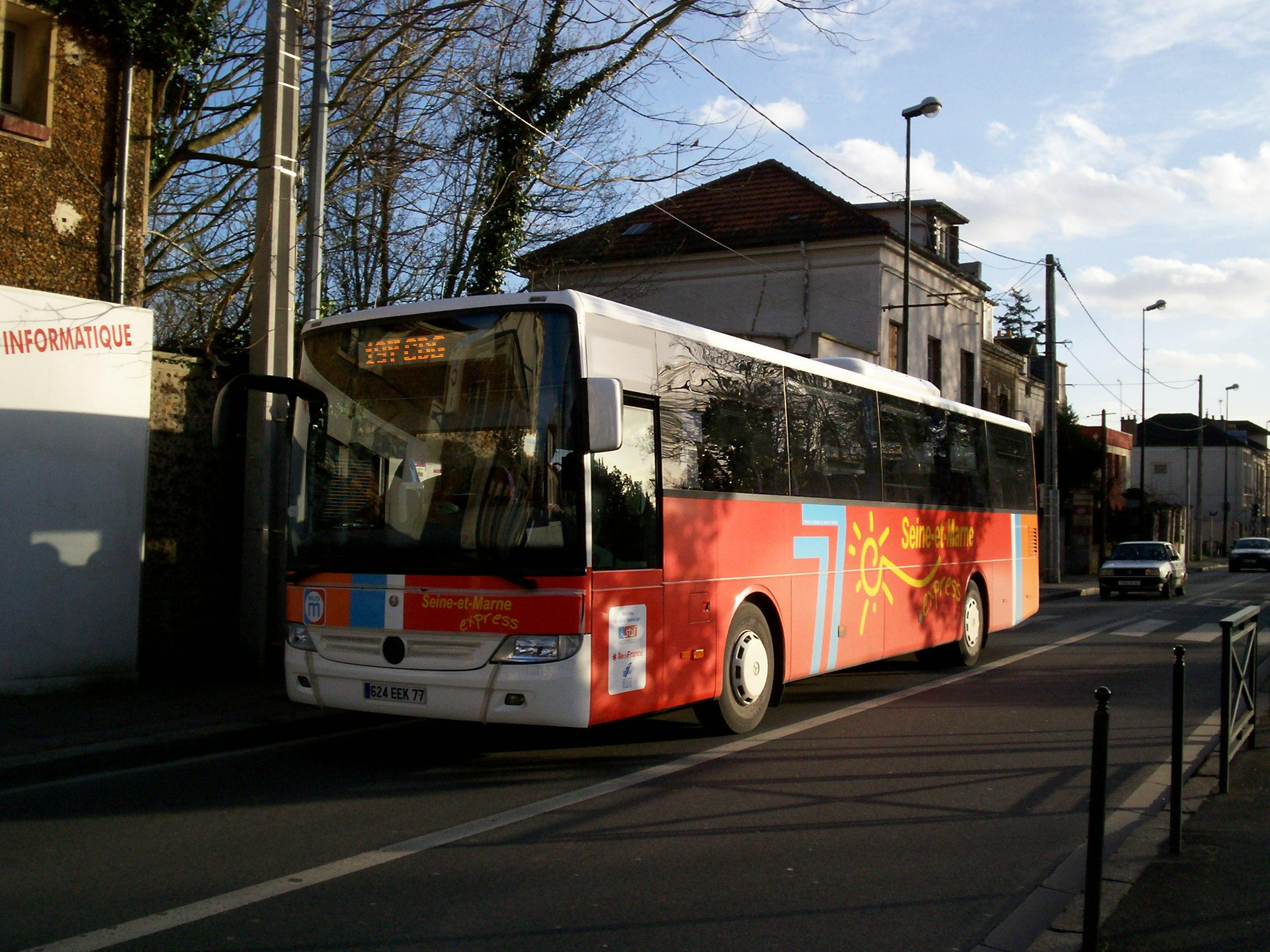
على شبكة حافلات شركة سان إيه مارن إكسبراس.

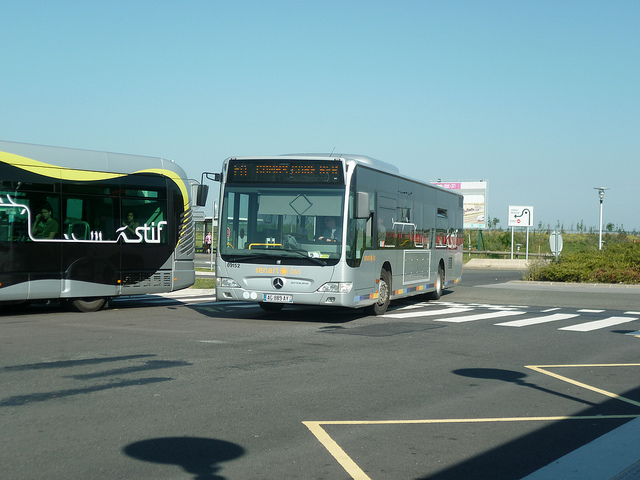
على شبكة حافلات شركة سينار بوس.

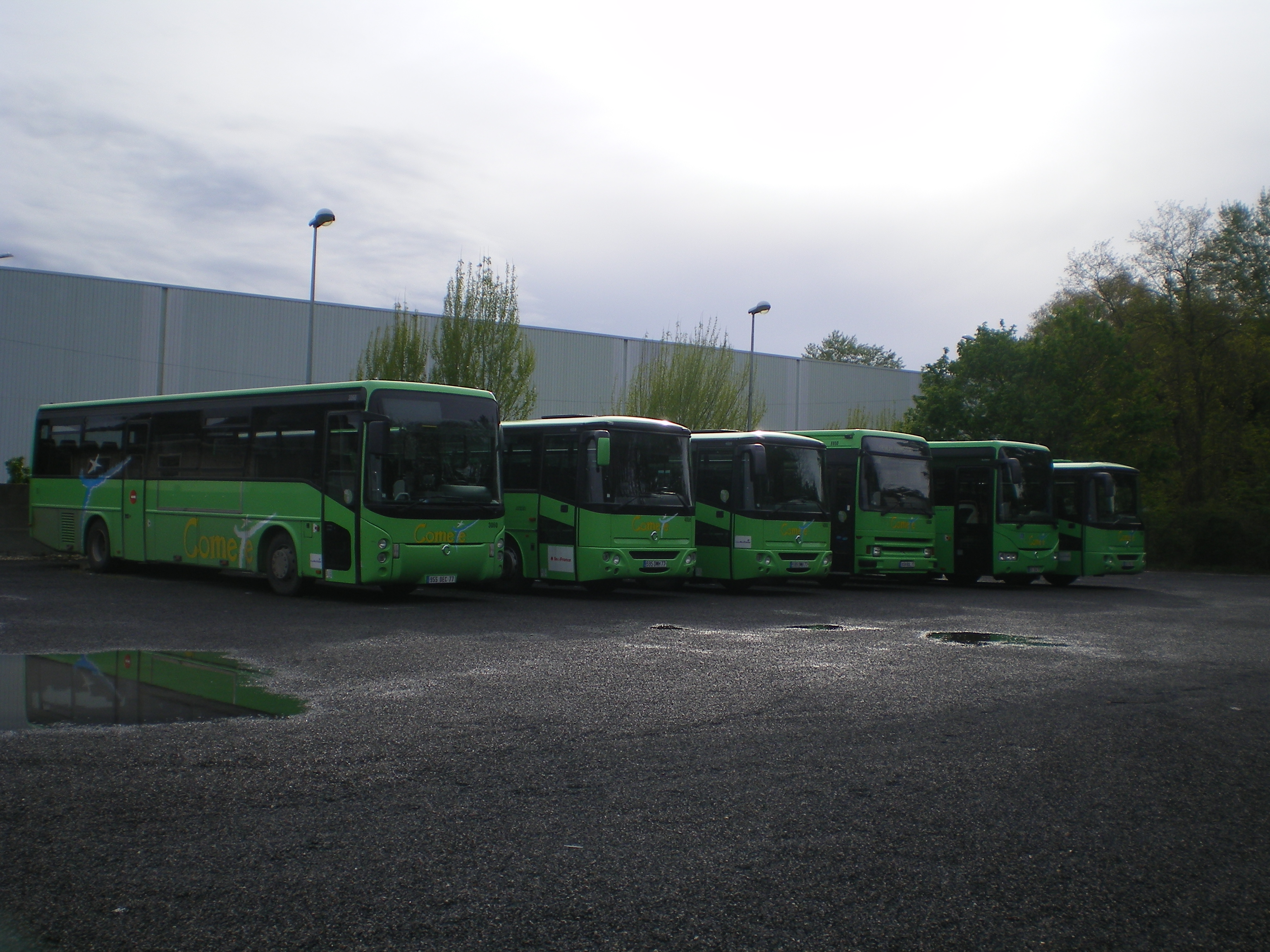
على شبكة حافلات شركة كومات.

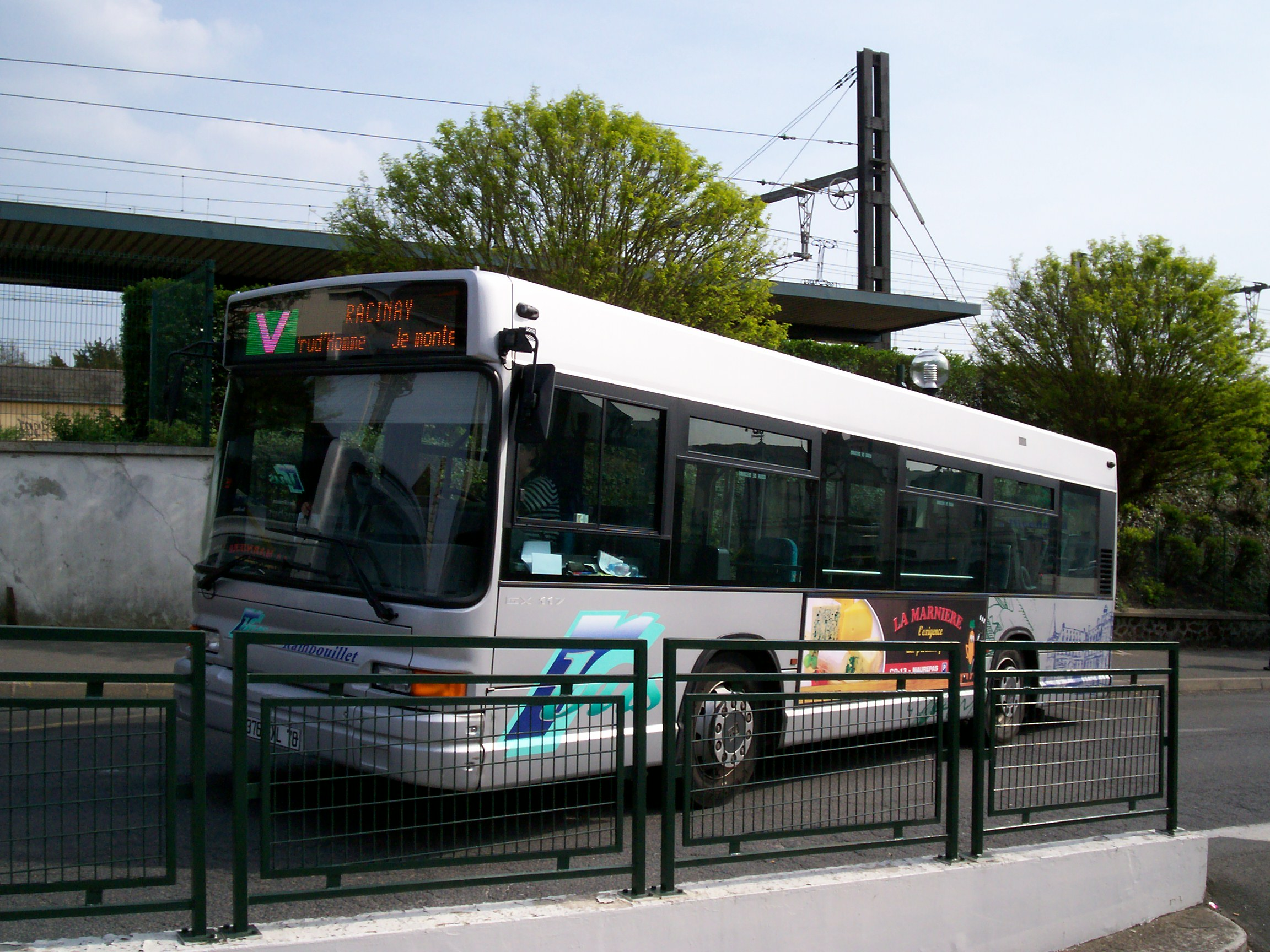
على شبكة حافلات شركة سينار بوس.

المنظمة المهنية للنقل في إيل دو فرانس (بالفرنسية: Organisation professionnelle des transports d'Île-de-France أو اختصارا Optile، أوبتيل) هي منظمة فرنسية تجمع الشركات المستغلة لخطوط الحافلات العادية المسجلة على خارطة النقل في إقليم إيل دو فرانس (أكثر من 90 شركة سنة 2005).

بما أن خطوط حافلات ال تخدم فقط باريس وضواحيها القريبة، فإن خطوط حافلات أوبتيل تخدم ضواحي العاصمة البعيدة والمدن القريبة منها.

تشرف عليها نقابة النقل في إيل دو فرانس، تحصلت أوبتيل من النقابة على ميزانية 491 مليون يورو.

### الأسعار والتمويل

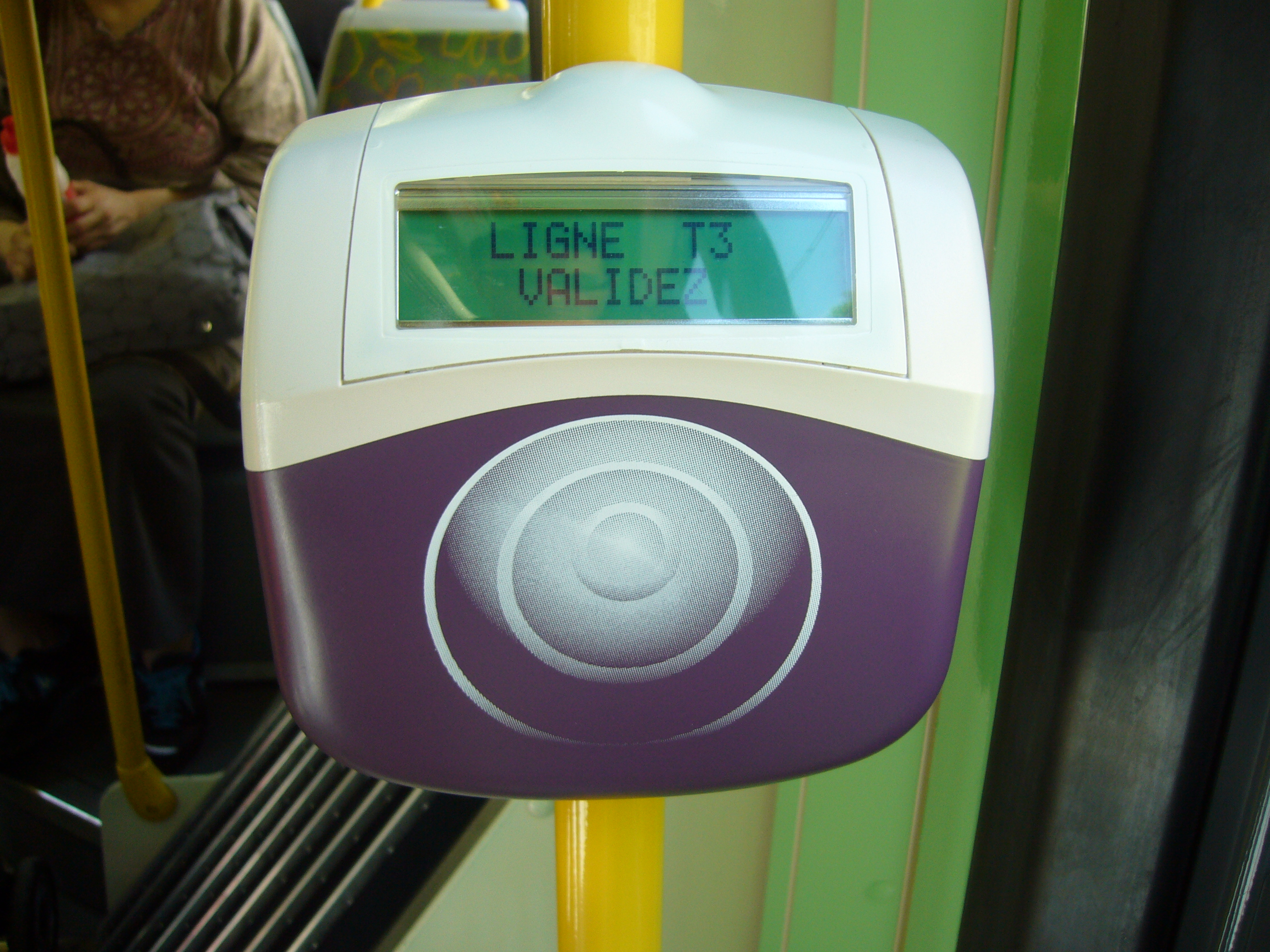
آلة المصادقة والتحقق من التذاكر نافيغو (Navigo).

## التاريخ
المنظمة المهنية للنقل في إيل دو فرانس تأسست في أكتوبر 2000 بعد اندماج بين الجمعية المهنية لناقلي الطرق وجمعية تطوير وتحسين النقل في إيل دي فرانس.

## مقالات ذات صلة
- حافلات ذات صلة
- نقابة النقل في إيل دو فرانس

## روابط خارجية
- الموقع الرسمي